# Ród Mōri
Mōri (jap. 毛利) – ród daimyō w zachodniej Japonii.

Kamon rodu Mōri, ichimonji mitsuboshi (一文字三星, trzy gwiazdy pod jedynką), symbol jedności

Założycielem rodu był Suemitsu Mōri. W 1336 roku jego wnuk, Tokichika Mōri, został mianowany wojskowym komisarzem majątków ziemskich (jitō) w prowincji Aki (obecnie część prefektury Hiroszima). Od tej pory zamek w Hiroszimie był główną siedzibą rodu, który okres swojej świetności rozpoczął wraz z dojściem do władzy Motonari Mōri (1497–1571). Rozszerzył on granice swojej domeny, grabiąc sąsiadów, aby pod koniec XVI wieku jego wnuk, Terumoto Mōri (1553–1625) mógł kontrolować już dziesięć prowincji zachodniego Honsiu, przynoszących roczny dochód o przybliżonej wartości 1 miliona koku ryżu (1 koku = 180,391 litra teoretycznie powinno zapewnić wyżywienie jednej dorosłej osobie w ciągu roku).
Jako jeden z najpotężniejszych daimyō Terumoto Mōri zasiadał, m.in. wraz z Ieyasu Tokugawą, w pięcioosobowej radzie regencyjnej utworzonej przez Hideyoshiego Toyotomi. Po śmierci Toyotomiego w 1598 roku nastąpił rozłam wśród członków rady, a Mōri znalazł się w obozie przeciwników Tokugawy. Po zwycięstwie Tokugawy w bitwie pod Sekigaharą w 1600 roku i przejęciu przez niego władzy w kraju w 1603 roku jako siogun, posiadłości Terumoto Mōri, którego zaliczono do tozama daimyō, zostały zredukowane o 3/4 do dwóch najbardziej wysuniętych na zachód prowincji – Suō i Nagato, zwanych Chōshū.
Ostatni daimyō hanu Chōshū, Takachika Mōri (1819–1871) i Motonori Mōri (1839–1896) zapisali się na kartach historii jako zwolennicy przywrócenia władzy cesarskiej i zwrotu rejestrów hanowych cesarzowi w 1869. W dowód uznania za zasługi dla umocnienia władzy centralnej Motonori Mōri otrzymał tytuł książęcy w 1884 i został członkiem Izby Arystokracji.